# Бузулукский сельский округ
Бузулу́кский се́льский окру́г (каз. Бұзылық ауылдық округі) — административная единица в составе Есильского района Акмолинской области Республики Казахстан. Административный центр — село Бузулук.

## География
Сельский округ расположен в центре района, граничит:
- на севере с Знаменским сельским округом,
- на востоке с городской администрацией Есиль и селом Аксай,
- на юге с Двуречным сельским округом,
- на юго-западе с Каракольским сельским округом,
- на западе с Московским сельским округом.

По территории округа проходят следующие автодороги: А-16, Р-13 и Р-36. Протекает река Ишим (с юга на север) вдоль которой расположены населённые пункты.
- село Бузулук находится в 20 км к западу от райцентра,
- село Сурган находится в 12 км к северо-западу от райцентра, в 15 км к северу от центра округа.

## История
По состоянию на 1989 год, существовал Побединский сельсовет (село Бузулук) и Ельтайский сельсовет (посёлок Сурган).
Решением Акмолинского областного маслихата и акима Акмолинской области от 10 ноября 2000 года, Бузулукский сельский округ был преобразован путём разукрупнения: на основе округа были образованы два административно-территориальных единиц: Бузулукский сельский округ в границах с. Бузулук, с центром в с. Бузулук и Сурганский сельский округ в границах с. Сурган, станции Сурган, с центром округа в с. Сурган.
Постановлением акимата Акмолинской области и решением Акмолинского областного маслихата от 10 декабря 2009 года, Бузулукский сельский округ был преобразован путём вхождения в его состав Сурганского сельского округа.

## Население
| Динамика численности населения | Динамика численности населения | Динамика численности населения | Динамика численности населения |
| 1989                           | 1999                           | 2009                           | 2020                           |
| ------------------------------ | ------------------------------ | ------------------------------ | ------------------------------ |
| 1255                           | ↘909                           | ↘574                           | ↗835                           |

## Состав
В состав сельского округа входят 2 населённых пункта:
| № | Населённый пункт | Тип населённого пункта       | Население, 1989 | Население, 1999 | Население, 2009 |
| - | ---------------- | ---------------------------- | --------------- | --------------- | --------------- |
| 1 | Бузулук          | село, административный центр | 1255            | 909             | 574             |
| 2 | Сурган           | село                         | 906             | 731             | 477             |

## Экономика
Экономика сельского округа имеет сельско-хозяйственную направленность. Данную сферу представляют ТОО «Агро-Олдиви», «Жасыбай ХХ1», «Шанырак и Р», из крестьянских хозяйств — «Кымбат», «Сымбат», «Абыз».
В животноводстве рост поголовья всех видов скота и птиц, за счет индивидуальных хозяйств населения.

## Объекты округа

### Объекты образования
В округе функционирует 2 общеобразовательные средние школы. В Сурганской средней школе работает мини-центр на 20 мест, в Бузулукской средней школе мини-центр на 15 мест.

### Объекты здравоохранения
Оказание медицинской помощи осуществляется 2 медпунктами.

### Объекты культуры и спорта
В округе имеется 1 библиотека, 1 стадион и 2 спортзала.

## Управление
По итогам выборов сельских акимов 2021 года, акимом округа был переизбран самовыдвиженец Искаков Абай Кокешевич, получивший 298 голосов из 541 (55,08 %).